# Art-abstract
Art-abstract was een kunstenaarsgroep van voornamelijk Amsterdamse kunstenaars die uitsluitend abstracte kunst maakten. Fons Heijnsbroek nam in 2002 met Daan Lemaire het initiatief tot het oprichten van de groep, als een middel om als kunstenaars regelmatig onderling uit te wisselen over wat abstracte kunst in de huidige tijd nog kon betekenen. Daarnaast werden er vanaf 2003 diverse keren groepstentoonstellingen georganiseerd vanuit Art-abstract. Na circa 2008 waren de meeste leden vertrokken en werd de groep slechts online door drie kunstenaars voortgezet.

## Aanloop van de groep Art-abstract
Al vanaf circa 1992 bekeken en becommentarieerden Lemaire en Heijnsbroek regelmatig hun recent-gemaakte abstracte schilderijen. Zo werden ze door lang gezamenlijk kijken en een kort commentaar erop zich meer bewust van de ontwikkeling van hun eigen schilderproces. Ook gaven ze elkaar suggesties tot verbeteringen. Voorjaar 2002 kwamen ze op het idee om deze uitwisseling voort te zetten binnen een grotere groep kunstenaars. Daartoe selecteerden zij een aantal kunstenaars die zich volledig met het maken van abstracte kunst bezig hielden en gingen met hen in gesprek. Het internet hielp hen om online veel abstracte werken van anderen te bekijken en af te wegen.
Er ontstond al gauw een groepje van vijf kunstenaars die na een eerste kennismaking zelf ook enthousiast werden voor het idee om uit te wisselen over eigen werk, en de betekenis van  abstracte kunst te onderzoeken voor de huidige tijd. Bovendien wilden ze in groepstentoonstellingen hun abstracte kunst gaan presenteren.

## Verloop van de groep Art-abstract

### de start in 2002
Eind 2002 werd de groep Art-abstract formeel opgericht en al in het voorjaar van 2003 was er de eerste groepstentoonstelling, in combinatie met de start van de eigen website. De aangesloten leden presenteerden voor het eerst gezamenlijk hun abstracte kunst in de Kapel aan de Plantage Doklaan in Amsterdam. De volgende deelnemende kunstenaars werden hierbij vermeld:
Harry Agema, schilderijen – Els Bannenberg, schilderijen - Hilly van Eerten, grafiek - Fons Heijnsbroek, gouaches – Daan Lemaire, glassculpturen + schilderijen – Gerben van der Meer, schilderijen, Mirjam de Nijs - beelden van steen - Susan Ohler, keramiek – Ben Vollers, schilderijen.
Het online kunstblad Kunstwereld typeerde mei 2003 deze start van Art-abstract heel treffend als een uiting van hernieuwde belangstelling en opleving van de abstracte kunst in Nederland.
 'De vele verschijningsvormen van abstracte kunst treffen wij aan bij een onlangs opgerichte groep kunstenaars onder de naam Art-abstract.. ..Deze week is er een eerste gezamenlijke tentoonstelling. Art-abstract wil een gezicht geven aan de actuele abstracte kunst. Waar houdt de abstracte kunst zich momenteel mee bezig? Welke vragen en antwoorden kent ze, en hoe ziet ze er vandaag de dag uit?.. ..De oprichting van Art Abstract correspondeert met de vaststelling van de makers van de expositie 'Abstractie rond Dordrecht' (incl. een publicatie van het Dordrechts Museum onder redactie van Nicoline Wijnja, 2003) dat er sprake is van een opleving als het om abstracte kunst gaat, nadat er in vorige decennia sprake was van een ondergeschikte positie. Men vindt het opmerkelijk dat er op dit moment [2003] weer kunstenaars doorgaan op deze beeldtaal.' 

### van 2003 tot 2007
In 2004 sloten ook Vincent van Oss en Harry Versteegen zich aan bij de groep.
Er werd ondertussen hard gewerkt aan een eigen website van Art-abstract. Hier stonden afbeeldingen van selecties werken van de aangesloten kunstenaars. Er stonden aankondigingen van nieuwe plannen en exposities. En er waren uitgebreide artikelen over de aanpak, stijl en ontwikkeling van de aangesloten individuele kunstenaars.
De groep was een voornamelijk Amsterdamse groep met slechts enkele kunstenaars erbuiten; er werd in de praktijk ook binnen de regio Amsterdam tentoongesteld. Op het hoogtepunt van Art-abstract waren er 10 kunstenaars aangesloten; tot 2007 waren er regelmatig tentoonstellingen.

### na 2007
Rond 2007 vertrok een flink aantal kunstenaars uit de groep die hiermee ophield te bestaan. Enkelen daarvan sloten zich al gauw aan bij de Amsterdamse kunstenaarsvereniging De Onafhankelijken, zoals Daan Lemaire, Gerben van der Meer en Ben Vollers.
De website van Art-abstract werd vanaf die tijd in een verkleinde vorm voortgezet door Harry Versteegen, Vincent van Oss en Els Bannenberg, tot nu toe.

## Tentoonstellingen
- mei 2003; openingsexpositie 'Actuele Abstracte Kunst' in de kapelruimte van Doklaan, Plantage Middenlaan, Amsterdam[14]
- voorjaar 2005; groepsexpositie in de galerie van Buitenplaats Wester-Amstel, Amstelveen
- juli 2005; 'Abstracte kunst in het Amstelpark', expositie van in expositieruimte de Orangerie, Buitenveldert, met rondleiding van Jaqueline Vontobel [15]
- mei 2006; groepsexpositie in galerie De Chielerie, Amsterdam
- juni 2006; 'Art-abstract', groepstentoonstelling in de expositieruimte de Orangerie, Buitenveldert, incl. performance 'Dialoog in Verf' door  BenFo (Ben Vollers & Fons Heijnsbroek)
- zomer 2007; Art-abstract in het Glazen Huis van het Amstelpark, Amsterdam